# 陸上自衛隊戰車教導隊
戰車教導隊（日语：／）是駐屯於日本靜岡縣駿東郡小山町的富士駐屯地，陸上自衛隊富士教導團隷下的裝甲科部隊。與同一部隊的富士學校負責進行教育支援及戰術研究，以及教範制作的支援等，其創設的支援範圍是全部的戰車部隊。

## 部隊編成
- 本部管理中隊（隊部連）─87式偵察警戒車、92式除雷車等（HS的圖案化標記）
- 第1中隊─10式戰車（鷲標記）
- 第2中隊─90式戰車（流星標記）
- 第3中隊─90式戰車（騎士標記）
- 第4中隊─74式戰車（天馬標記）
- 2012年3月31日（部隊廢止）第5中隊─90式戰車（5的圖案化標記）

### 歷代隊長
| 屆數 | 姓名     | 任期                 | 出身校期 | 前職                           | 後職                         |
| ---- | -------- | -------------------- | -------- | ------------------------------ | ---------------------------- |
| 1    | 藤田太   | －2003.11.30         |          |                                | 富士學校裝甲科部教育課長     |
| 2    | 下園幹雄 | 2003.12.1－2006.3.22 |          |                                | 退役                         |
| 3    | 押川省三 | 2006.3.23－2008.3.25 |          |                                | 中部方面總監部人事部厚生課長 |
| 4    | 梅田優邦 | 2008.3.26－2010.3.22 |          | 第1師團司令部監察官            | 中央業務支援隊勤務           |
| 5    | 森博史   | 2010.3.23－2012.3.31 |          | 第6戰車大隊長 富士學校主任教官 | 防衛大学校教授               |
| 6    | 大塚元幸 | 2012.4.1－           |          | 第4戰車大隊長 戰車教導隊長     |                              |

- 沒有限定隊長階級必定為1等陸佐（上校）。

## 主要裝備
| - 10式戰車 - 90式戰車 - 74式戰車（包含74式戰車(G)） - 96式裝甲運兵車 - 87式偵察警戒車 - 73式吉普車 - 73式中型卡車 - 74式多用途卡車 | - 豐和64式7.62毫米自動步槍 - 豐和89式5.56毫米突擊步槍 - M3衝鋒槍 |